# Kiens
Kiens (wł. Chienes) – miejscowość i gmina we Włoszech, w regionie Trydent-Górna Adyga, w prowincji Bolzano.
Liczba mieszkańców gminy wynosiła 2722 (dane z roku 2009). Język niemiecki jest językiem ojczystym dla 96,82%, włoski dla 2,41%, a ladyński dla 0,77% mieszkańców (2001).